# Phyllanthus serpentinicola
Phyllanthus serpentinicola är en emblikaväxtart som beskrevs av Radcl.-sm.. Phyllanthus serpentinicola ingår i släktet Phyllanthus och familjen emblikaväxter.
Artens utbredningsområde är Zimbabwe. Inga underarter finns listade i Catalogue of Life.